# The X-Ecutioners
The X-Ecutioners – amerykańska grupa DJ-ska pochodząca z Nowego Jorku, powstała w 1989 roku. Pierwotnie grupa nazywała się "The X-Men", a w jej skład wchodzili DJ Roc Raida (mistrz świata DJ federacji DMC z roku 1995), DJ Mister Sinister (a.k.a. Joe Sinister, wicemistrz DMC 1996) i DJ Rob Swift (wicemistrz DMC 1991), około roku 1995 lub 1996 do grupy dołączył DJ Total Eclipse (mistrz świata DJ federacji ITF z 1996). Grupa była znana ze stosowania licznych trików ciałem (body tricks) w trakcie skomplikowanych miksów, jak też z mniejszego wykorzystania "skreczy" na rzecz "beatjugglingu" czyli manipulowania dźwiękiem często dwóch kopii tego samego utworu w celu stworzenia nowej linii melodycznej, świeżego brzmienia. Współpracowali między innymi z Mikiem Shinodą i Joe Hahnem z Linkin Park. W 2005 roku ukazała się płyta zespołu wraz z wokalistą Mikiem Pattonem zatytułowana General Patton vs The X-Ecutioners.

## Dyskografia
- X-Pressions (23 października 1997)
- Built from Scratch (29 stycznia 2002)
- Revolutions X-Ecutioners (8 czerwca 2004)